# Podișul Doneț

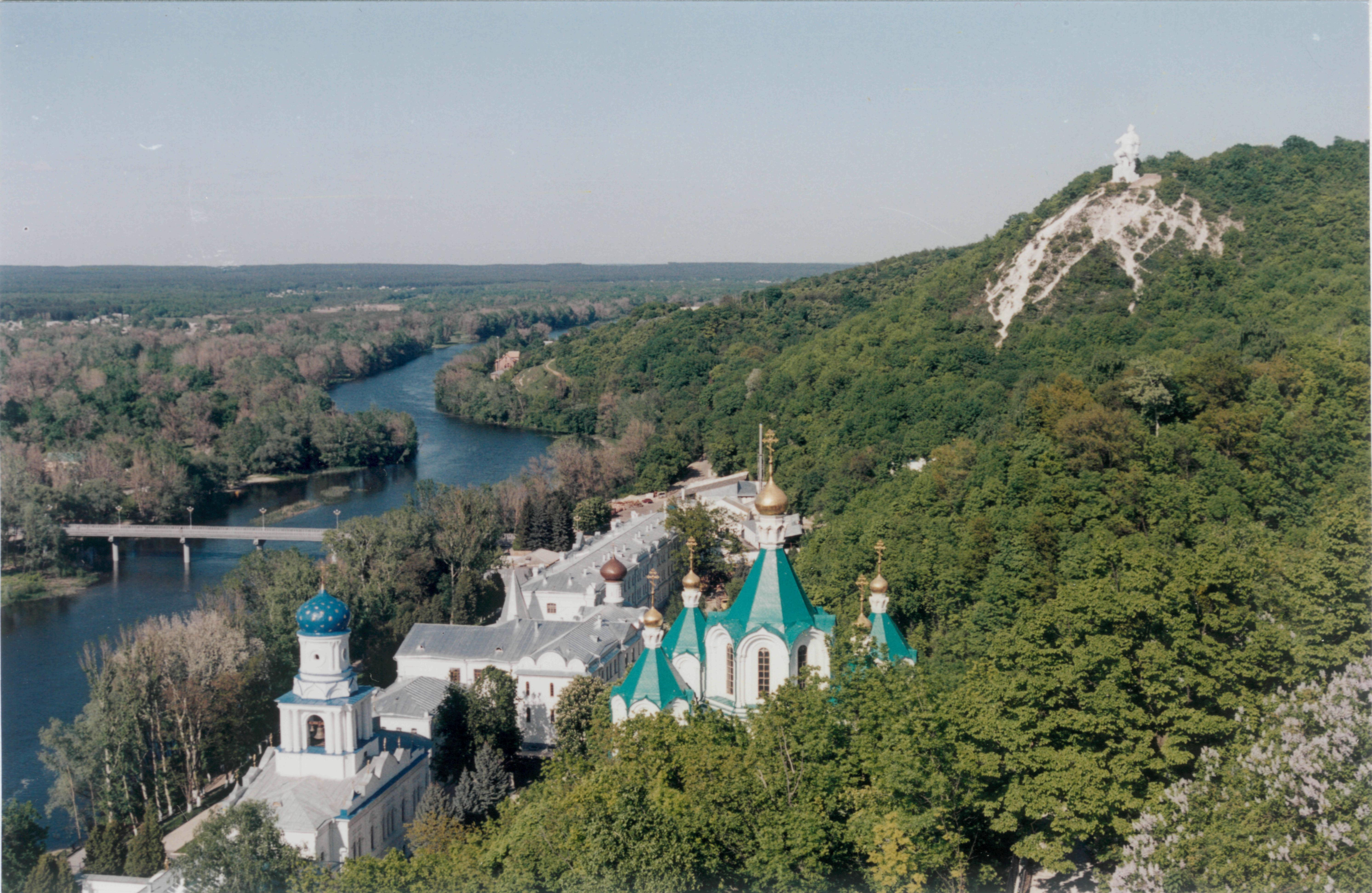
Pantă abruptă a Podișului Doneț spre valea râului Doneț și lavra Adormirii Maicii Domnului de la Sviatogorsk

Podișul Doneț sau Podișul Donețk, este un podiș în sud-estul Ucrainei, situat în regiunile Donețk, Lugansk și parțial în regiunea Harkov din Ucraina, iar la nord în regiunea Rostov din Rusia. Se întinde pe 350 km de la nord-vest spre sud-est și are o latime de pana la 150 km. La nord se mărginește cu valea râului Doneț (spre care coboară prntr-o pantă abruptă cu o înălțime de 120–150 m), la sud-vest se învecinează cu Podișul Priazovic (Podișul Azov), la vest cu Câmpia Niprului, iar la sud-est depășește hotarele Ucrainei. Cel mai înalt punct este de 367 m (măgura Mecetnaia). Geostructural este legat de structura tectonică cutată Doneț, depresiunea Bahmut și depresiunea Kalmius-Toreț). Este alcătuit în principal din gresii, calcare, șisturi, dolomite, marne, nisipuri, loessuri și alte roci. Se compune din 2 părți: partea sud-estică (lanțul Doneț) și partea nord-vestică a Podișului Doneț. Granița dintre ele trece convențional de-a lungul liniei Lisiceansk - la vest de Artemovsk (Kipucee) - Gorlovka - Donețk. În relieful podișului Doneț se distinge clar cumpăna principală a apelor, care este complexă cu șuvițe de apă, coame deluroase, creste și aflorimente. Aici ies în evidență locurile ridicate formate prin eroziune - așa-numitele domuri:  domul Gribovaha, domul Central și domul Diakovo. Cotele maxime ale părții nord-vestice a podișului ating 250 m. Este dominat de câmpiile stratificat-denudate cu un relief ondulat dezvoltat. Râurile aparțin bazinelor hidrografice ale Donului, Niprului și Mării Azov, cele mai mari sunt Doneț, Kalmius, Krînka, Mius, Volcia, Samara. Podișul este brăzdat de numeroase vâlcele și râpe. În prezent procesele geomorfologice sunt predominate de carst, eroziuni hidrice și alunecări de teren. Sunt caracteristice și formele de relief antropogenice - halde, cariere, sinclinale cu mișcări de subsidență, rambleuri,  terasamente etc. Subsolul  conține zăcăminte de cărbune, materii prime chimice, minereuri metalice neferoase, materiale de construcție. Podișul Doneț este situat în provincia fizico-geografică nord-stepică Doneț, care se caracterizează printr-o combinație de elemente de stepă cu cernoziomuri obișnuite și landșafturi silvostepice cu cernoziomuri tipice pe loessuri. Podișul Doneț se caracterizează printr-o exploatare economică intensă a teritoriului. Zonele de stepă cu vegetație naturală au rămas neatinse pe versanți abrupți și în zonele protejate din rezervațiile naturale, în special în Rezervația Naturală Lugansk. De-a lungul vâlcelelor și râpelor cresc păduri de stejar, frasin și arțar și sunt multe perdele forestiere de protecție.